# Удельная теплота плавления
Уде́льная теплота́ плавле́ния (также: энтальпия плавления; также существует равнозначное понятие уде́льная теплота́ кристаллиза́ции) — количество теплоты, которое необходимо сообщить одной единице массы кристаллического вещества в равновесном изобарно-изотермическом процессе, чтобы перевести его из твёрдого (кристаллического) состояния в жидкое (то же количество теплоты выделяется при кристаллизации вещества).
Единица измерения — Дж/кг. Теплота плавления — частный случай теплоты термодинамического фазового перехода.

## Расчёт удельной теплоты плавления
Удельная теплота плавления обозначается буквой {\displaystyle \lambda } (греческая буква лямбда). Формула расчёта удельной теплоты плавления:
{\displaystyle \lambda ={\frac {Q}{m}},}
где {\displaystyle Q} — количество теплоты, полученное веществом при плавлении (или выделившееся при кристаллизации), {\displaystyle m} — масса плавящегося (кристаллизующегося) вещества. Удельная теплота плавления всегда положительна; единственное известное исключение — гелий под высоким давлением.

## Значения удельной теплоты плавления некоторых веществ
| Вещество      | Удельная теплота плавления (кДж/кг) |
| ------------- | ----------------------------------- |
| Алюминий      | 390                                 |
| Железо        | 247                                 |
| Золото        | 67                                  |
| Лёд           | 333.5                               |
| Медь          | 213                                 |
| Нафталин      | 151                                 |
| Олово         | 59                                  |
| Платина       | 101                                 |
| Ртуть         | 12                                  |
| Свинец        | 25                                  |
| Серебро       | 105                                 |
| Цинк          | 112                                 |
| Чугун (белый) | 130                                 |
| Чугун (серый) | 100                                 |